# دانشگاه استاکتون
دانشگاه ریچارد استاکتون در نیوجرسی (به انگلیسی: The Richard Stockton College of New Jersey) که به صورت غیررسمی دانشگاه استاکتون (به انگلیسی: Stackton College) خوانده می‌شود، دانشگاهی واقع در گالووی، نیوجرسی، ایالات متحده آمریکا است. این دانشگاه یک دانشگاه کارشناسی و کارشناسی ارشد هنر، علوم و مطالعات حرفه‌ای سیستم آموزش عالی نیوجرسی است.